# Tillieria
Genre
Tillieria est un genre de collemboles de la famille des Tullbergiidae.

## Distribution
Les espèces de ce genre sont endémiques de Nouvelle-Calédonie.

## Liste des espèces
Selon Checklist of the Collembola of the World (version du 20 septembre 2019) :
- Tillieria araucariensis Weiner & Najt, 1991
- Tillieria insularis Weiner & Najt, 1991

## Étymologie
Ce genre est nommé en l'honneur de Simon Tillier.

## Publication originale
- Weiner & Najt, 1991 : Collemboles Poduromorpha de Nouvelle-Calédonie. 6. Onchiuridae Tullbergiinae. Mémoires du muséum national d'histoire naturelle, Serie A Zoologie, Zoologia Neocaledonica 2, vol. 149, p. 119-130 (texte intégral).